# Мокрен
Мо́крен (болг. Мокрен) — село в Сливенській області Болгарії. Входить до складу общини Котел.

## Населення
За даними перепису населення 2011 року у селі проживали 876 осіб.
Національний склад населення села:
| Національність   | Кількість осіб | Відсоток |
| ---------------- | -------------- | -------- |
| болгари          | 500            | 64,8 %   |
| цигани           | 236            | 30,6 %   |
| турки            | 34             | 4,4 %    |
| Всього відповіли | 772            |          |

Розподіл населення за віком у 2011 році:
Динаміка населення: